# Pharmazeutisches Kombinat GERMED

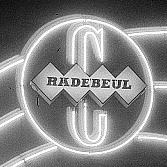
Logo der Chemischen Werke Radebeul

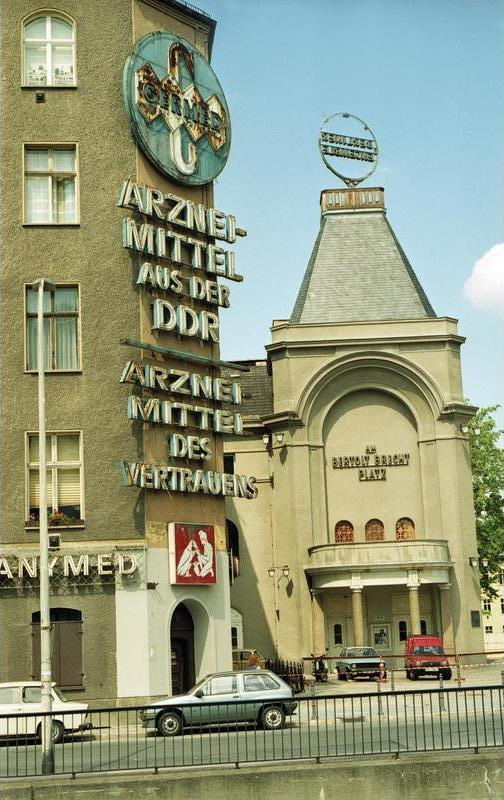
Außenwerbung für Germed in Berlin (1991)

Das Pharmazeutische Kombinat Germed war eine 1979 gegründete und 1990 aufgelöste Gruppe Volkseigener Betriebe der DDR. Zu dem Kombinat gehörten fast alle Arzneimittelhersteller der DDR.

## Vorgeschichte
1961 schlossen sich der VEB Chemische Werke Radebeul und das Arzneimittelwerk Dresden zum größten pharmazeutischen Betrieb der DDR zusammen.
1970 erhielt das Arzneimittelwerk Dresden den Status eines Kombinats, dem zahlreiche pharmazeutische Betriebe der DDR zugeordnet waren. Die Forschungs- und Produktionsschwerpunkte lagen auf den Bereichen Synthese hochwirksamer Herz-, Kreislauf- und Psychopharmaka, Phytochemie und -therapeutika sowie der Biochemie und Mikrobiologie.

## Geschichte
1979 wurde das Arzneimittelwerk Dresden zum Stammbetrieb des neu gegründeten „VEB Pharmazeutisches Kombinat GERMED, Dresden“, zu dem fast alle Arzneimittelhersteller der DDR gehörten. Als Betriebsteile eingegliedert wurden: das Aropharmwerk Riesa, Philopharm Quedlinburg, ISIS-Chemie Zwickau, Arzneimittelwerk Leipzig und weitere zehn Werke gehörten zum Kombinat selbst. Es war direkt dem Ministerium für Chemische Industrie unterstellt. Weitere zentralgeleitete Kombinate der chemischen Industrie können in der Liste von Kombinaten der DDR eingesehen werden.
Das Arzneimittelwerk Dresden war innerhalb des Kombinats das Zentrum der Arzneimittelforschung der DDR. Es besaß eine herausragende Stellung für den gesamten osteuropäischen Wirtschaftsraum. Die verfahrenstechnischen Entwicklungsaufgaben lagen beim Kombinat GERMED und bei dessen spezialisierten Pharmabetrieben. Ende der 1980er Jahre gehörten 13 Betriebsteile mit etwa 3.600 Beschäftigten dazu. Bis zur Auflösung des Kombinats 1990 wurden 27 Originalentwicklungen auf den Markt gebracht. Schwerpunkte waren die Synthese von Psychopharmaka, Biochemika sowie herz- und kreislaufwirksamer Medikamente.
Germed war durch seine Kombinatsbetriebe Jenapharm und das Arzneimittelwerk Dresden beteiligt an der Herstellung von Medikamenten, die auch für das staatlich verordnete Doping im DDR-Leistungssport missbraucht wurden. Generaldirektor von Germed war von 1979 bis 1990 der Chemieingenieur Winfried Noack.

## Germed als Markenzeichen
Die seit 1964 registrierte Marke GERMED war gleichzeitig das Warenzeichen für pharmazeutische Erzeugnisse des Kombinats. Im Export stand GERMED für „GERman MEDicaments“. Für Ein- und Ausfuhr war der 1980 in das Kombinat eingegliederte Außenhandelsbetrieb „GERMED Export-Import“ zuständig.
Bereits zur Fußball-Weltmeisterschaft 1970 in Mexico wurde diese Marke im Azteken-Stadion beim Finale zwischen Brasilien und Italien an der Bandenwerbung vermarktet.

## Produkte (Auswahl)

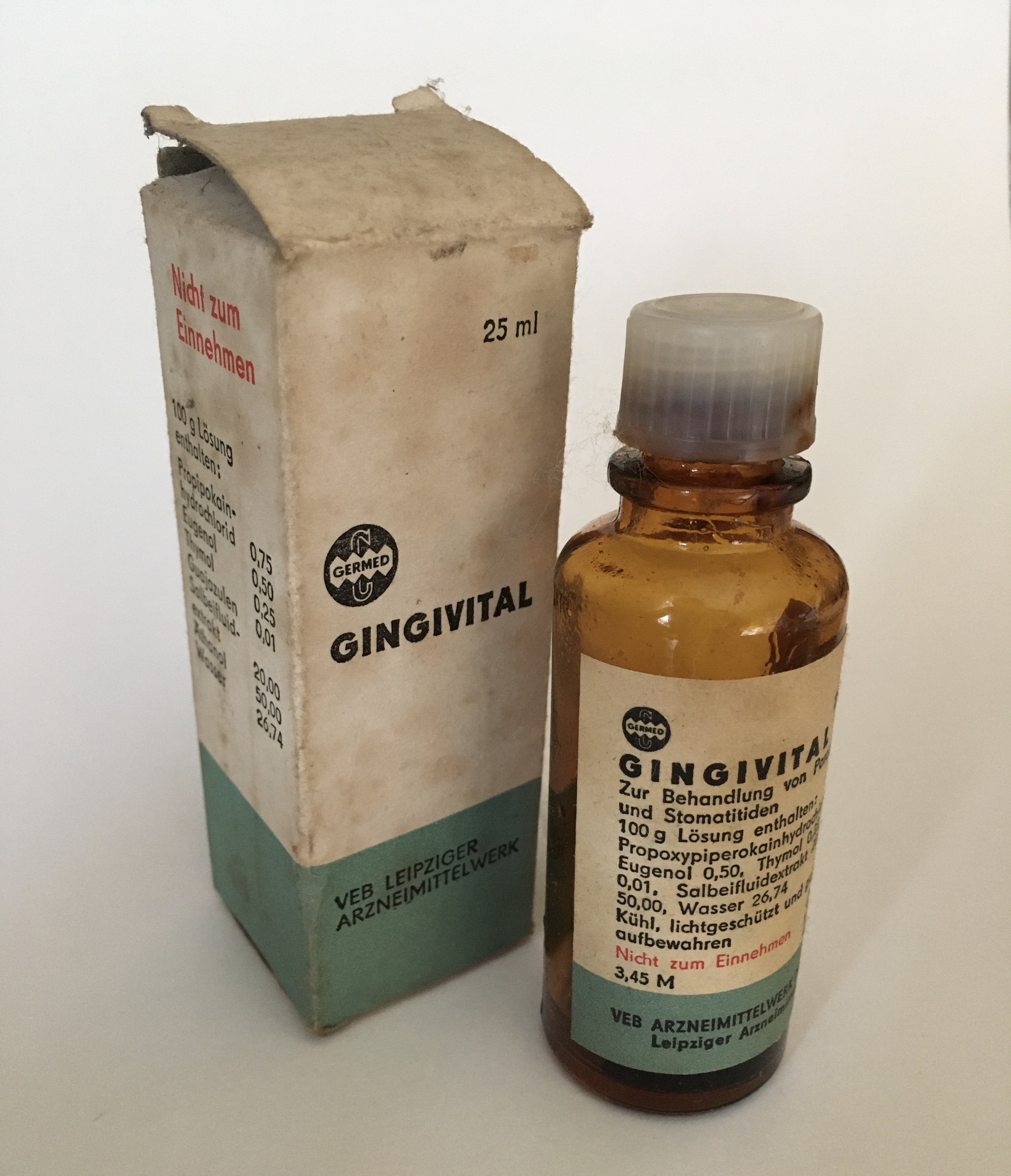
Gingivital Mundspülung
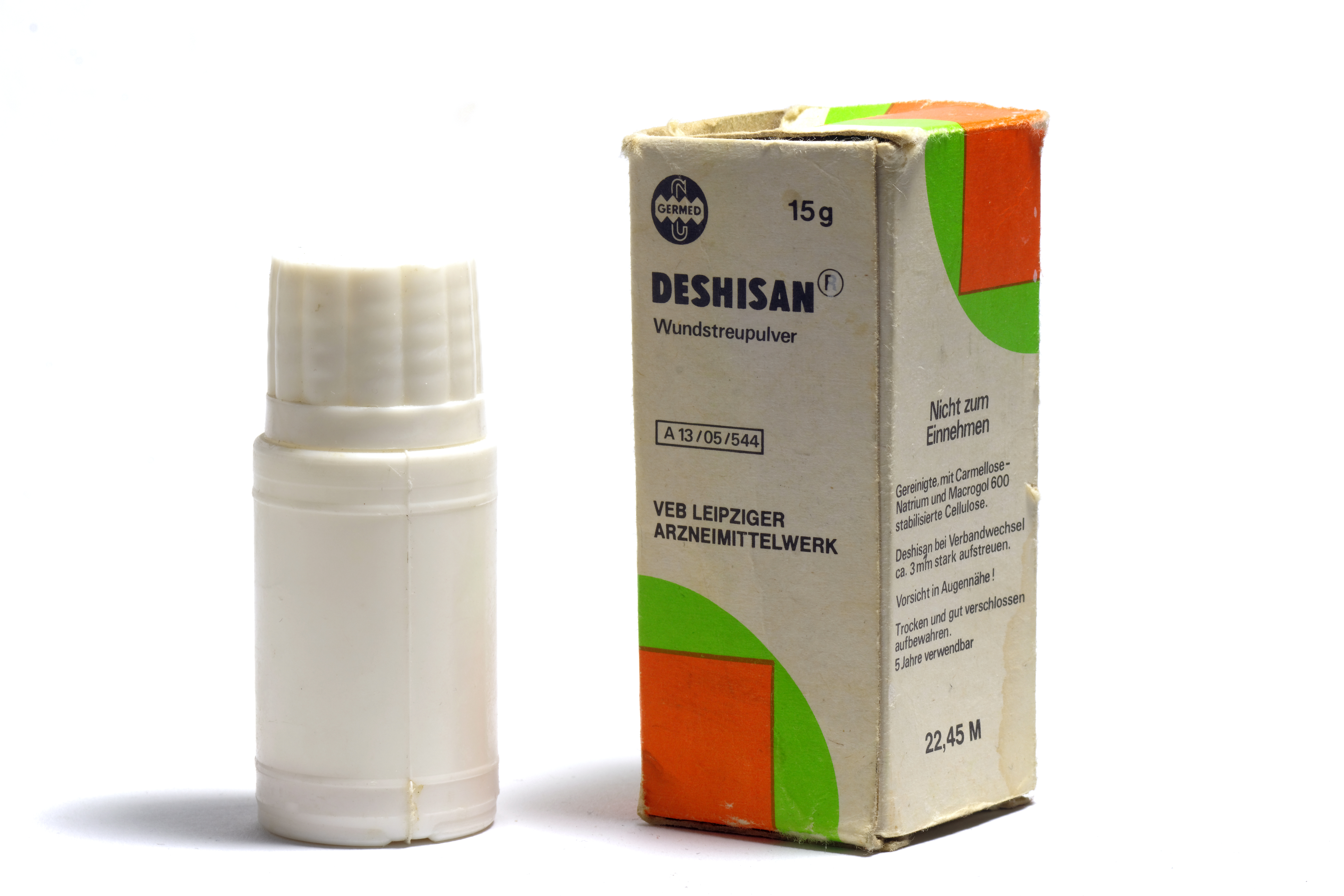
Deshisan Wundstreupuder
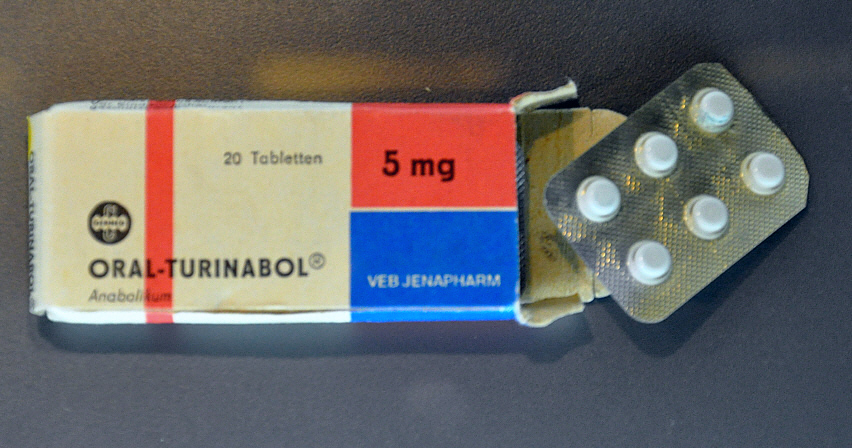
Dopingmittel Turinabol
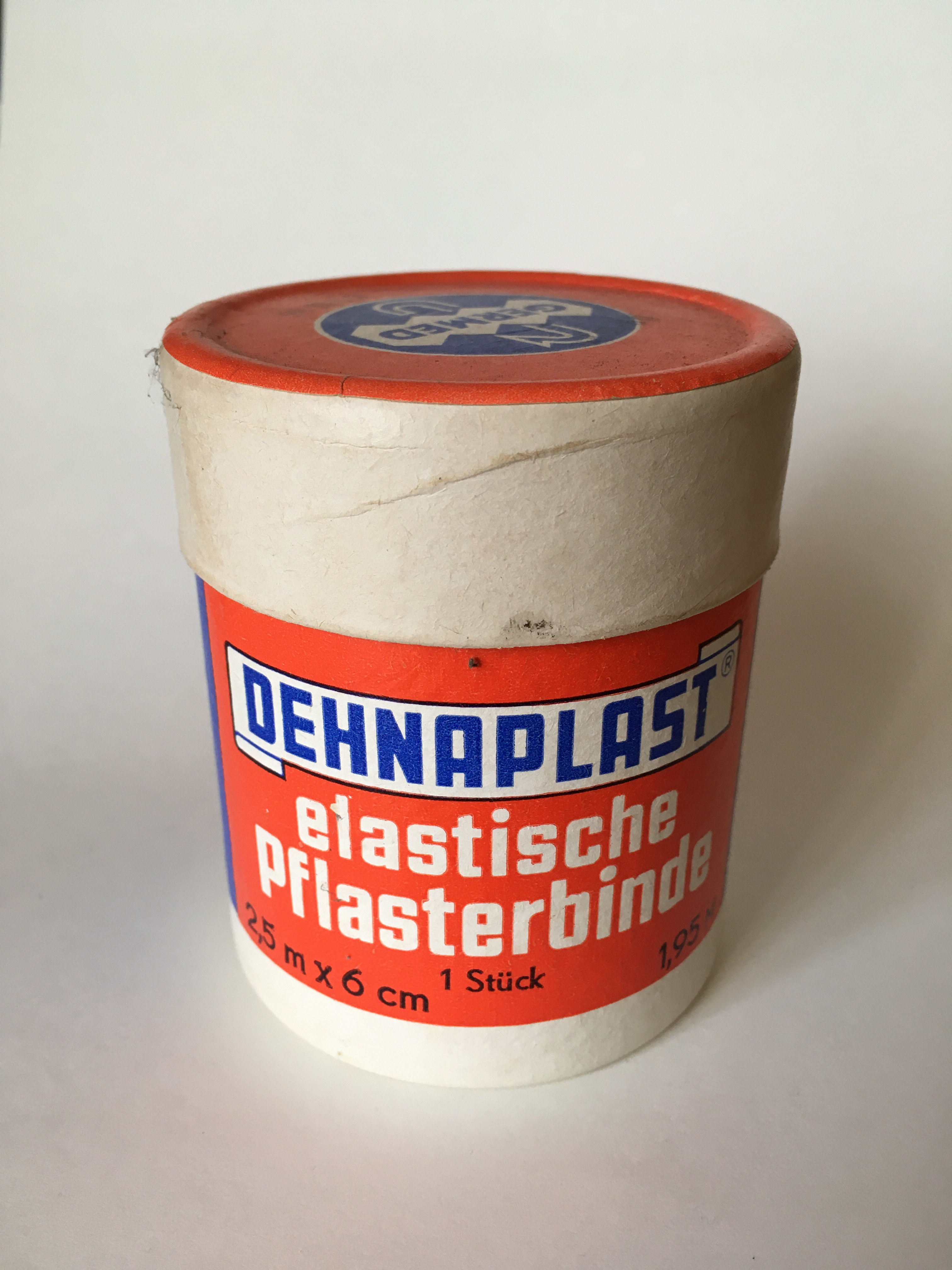
Dehnaplast
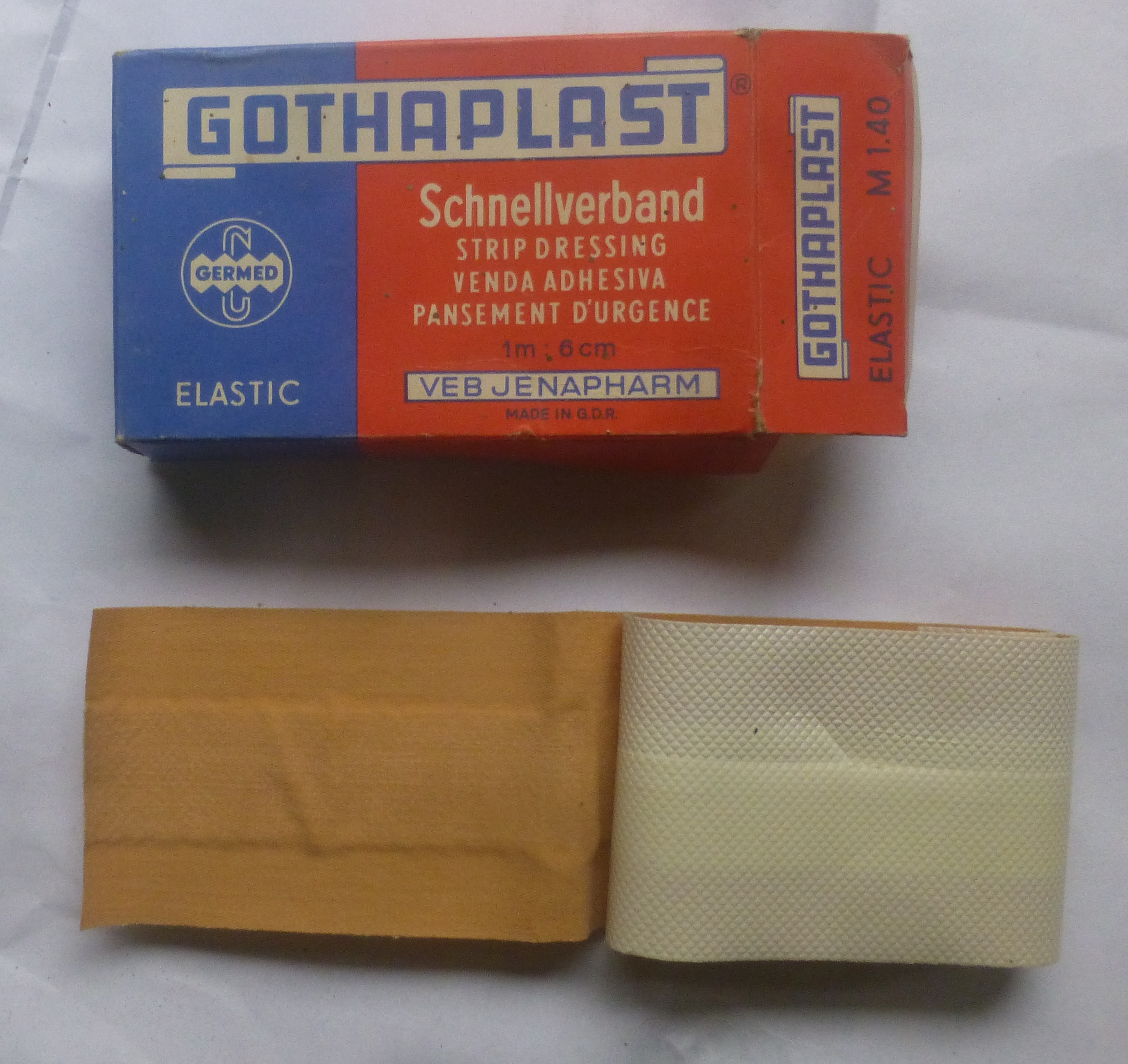
Gothaplast
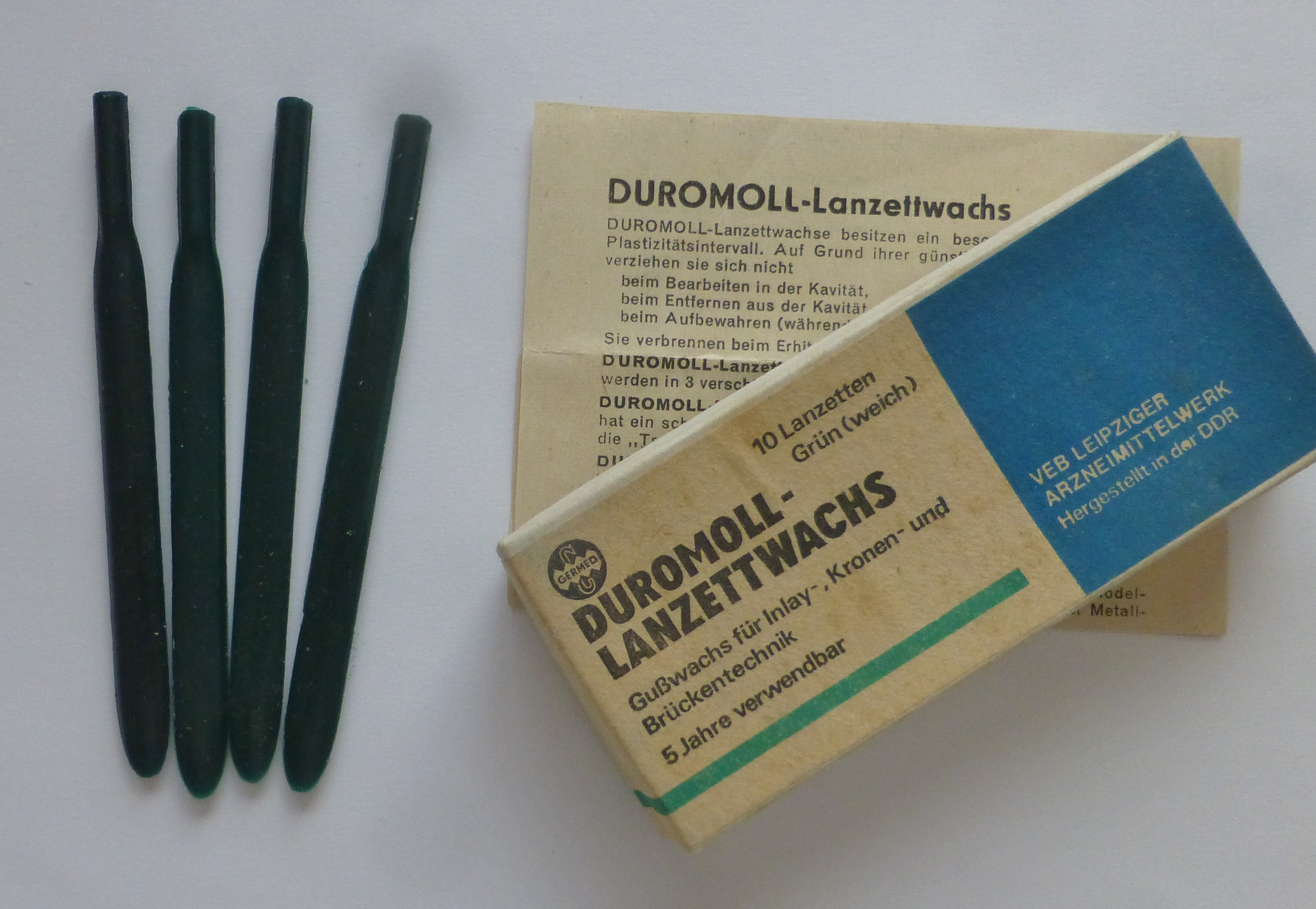
Duramoll Lanzettwachs
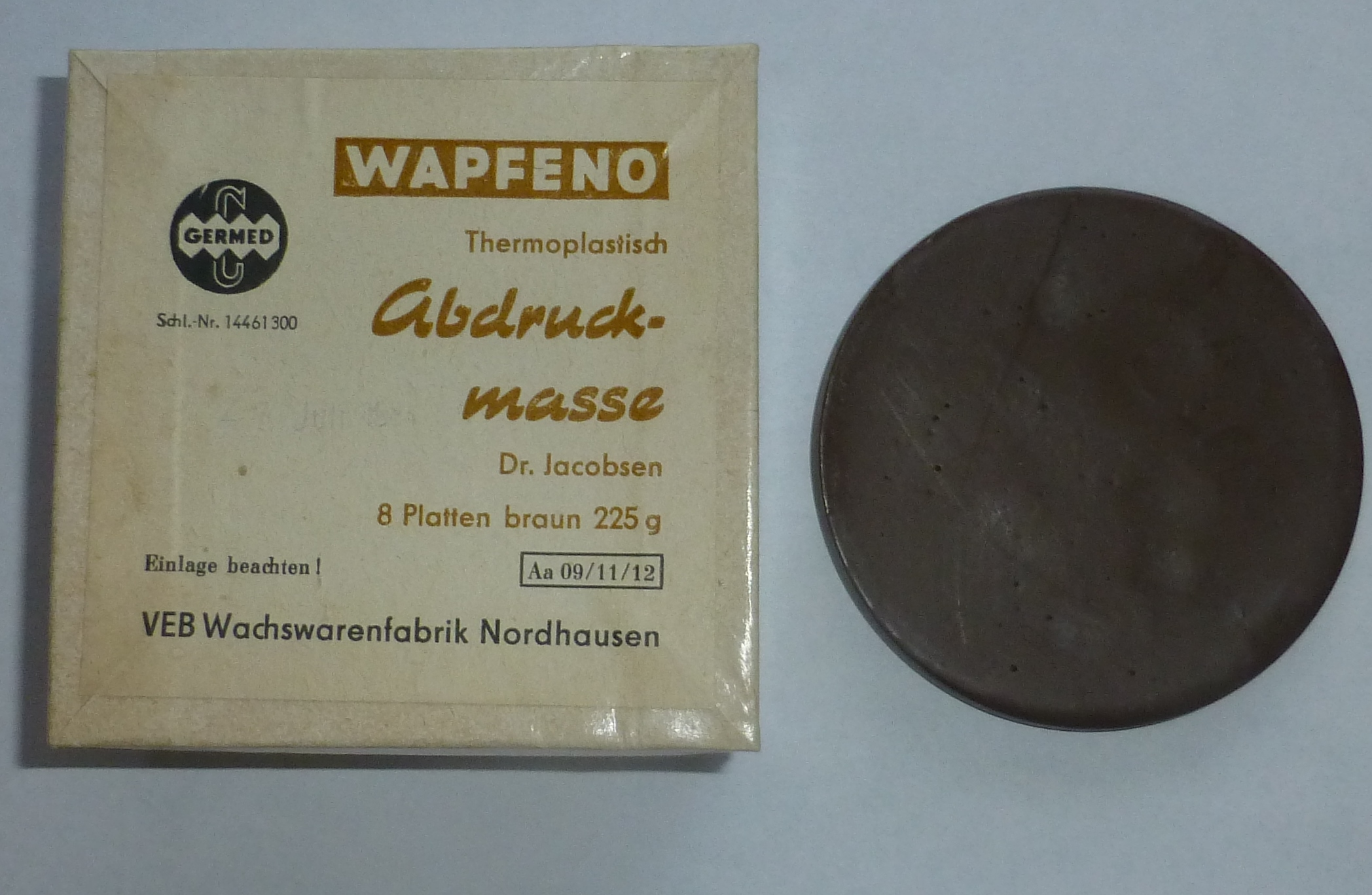
Wapfeno Abdruckmasse
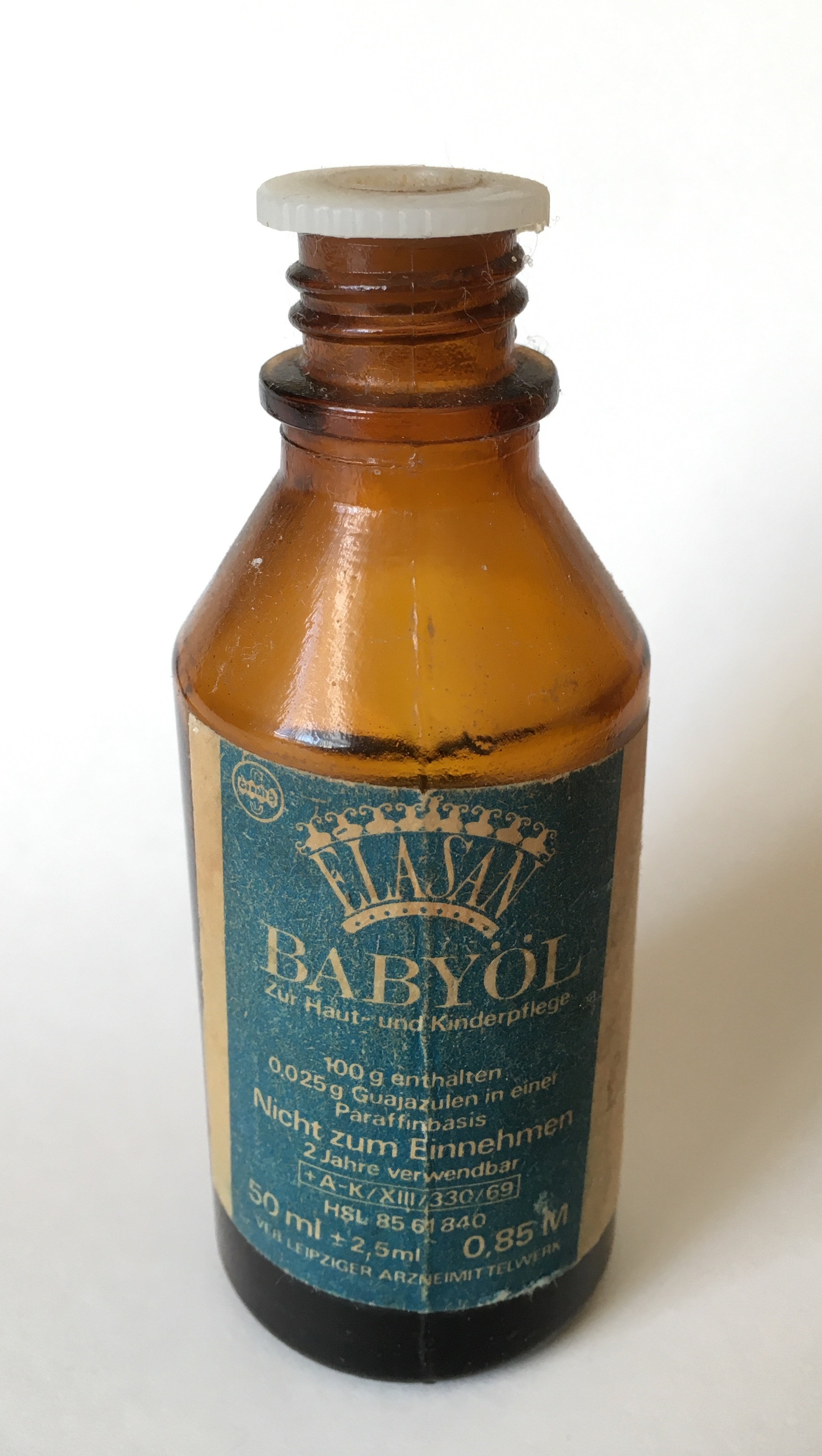
Elasan Babyöl
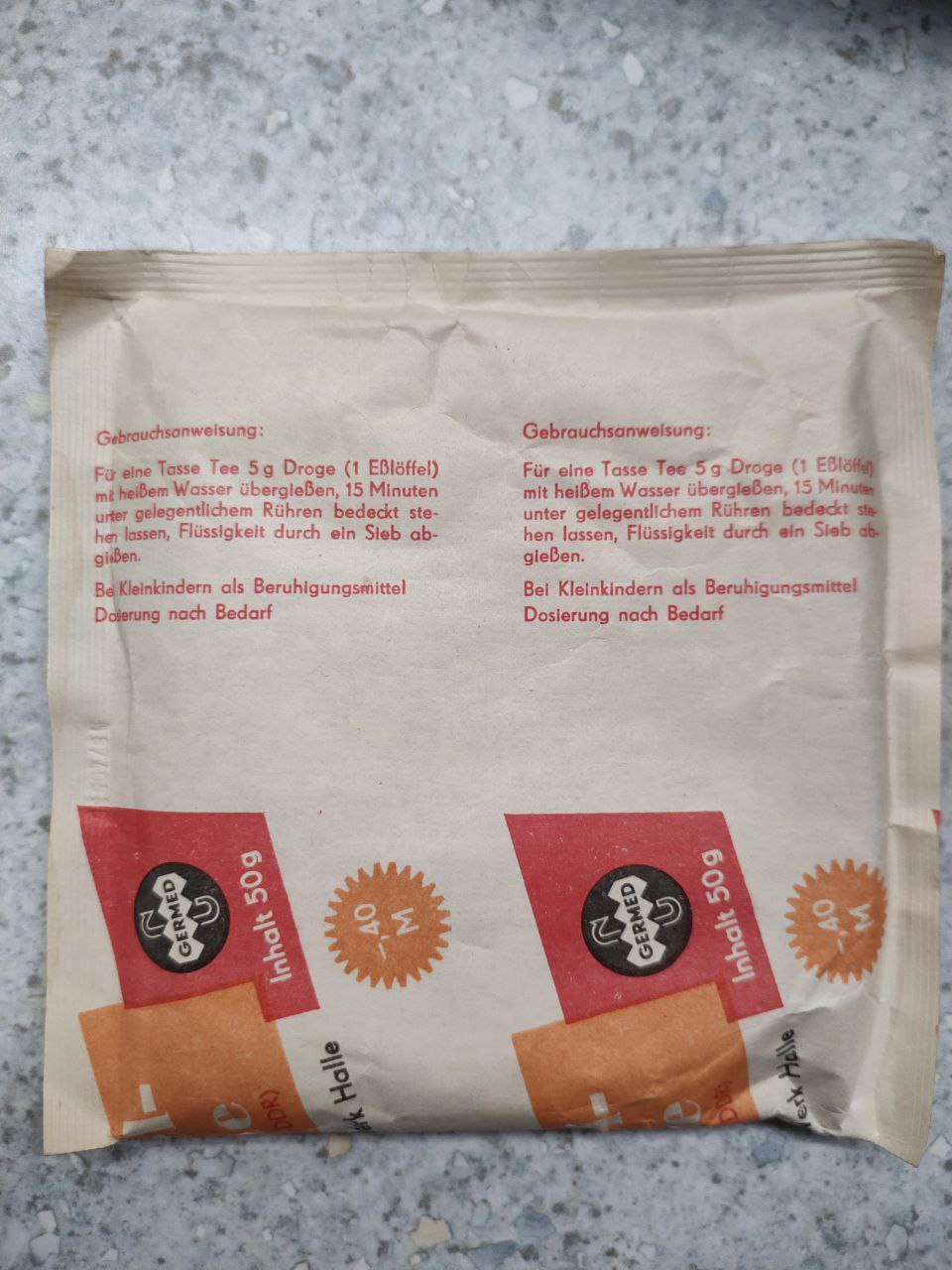
Fencheltee

## Zugehörige Betriebe
Zum Kombinat gehörten zuletzt die folgenden Betriebe:
- VEB Arzneimittelwerk Dresden; (Stammbetrieb)
- VEB Ankerwerke Rudolstadt
- VEB Berlin-Chemie
- VEB Chemisch-Pharmazeutisches Werk Oranienburg
- VEB Esparma Magdeburg
- VEB Feinchemie Sebnitz
- VEB Forschungszentrum Biotechnologien Berlin
- VEB Ingenieurbüro für Rationalisierung der pharmazeutischen Industrie Radebeul
- Institut für Pharmakologische Forschung
- VEB Jenapharm Jena
- VEB Laborchemie Apolda
- VEB Leipziger Arzneimittelwerk
- VEB Pharma Neubrandenburg
- VEB Pharmazeutisches Werk Halle
- VEB Serumwerk Bernburg
- VEB Versorgungskontor Labor- und Feinchemikalien Berlin
- VEB Zentralstelle für Produktentoxikologie Graupa

Der VEB Leuchtstoffwerk Bad Liebenstein, der unter anderem Röntgenleuchtstoffe produzierte (Calciumwolframat), war bis in die 1980er Jahre Teil des Kombinats. Später wurde der Betrieb unter der Firmierung VEB Mikroelektronik Leuchtstoffwerk Bad Liebenstein dem Kombinat Mikroelektronik Erfurt zugeordnet.